# Llano Grande (Nayarit)
Llano Grande es una localidad del municipio de Huajicori, Nayarit (México).
Se localiza geográficamente en los 22º47'31" N y los 105º06'26" W, tiene una altitud de 1520 m s. n. m.
Tiene una población de 256 habitantes, según el censo de 2000.
Algunos de sus habitantes hablan tepehuano, se dedican en su mayoría a actividades agropecuarias, destacando la producción de maíz, forrajes y cría de animales domésticos. La producción de madera y carbón vegetal, es considerable.
Se ubica a 60 km al Norte de Huajicori, la cabecera municipal; y a unos 270 km al norte de Tepic, la capital de estado de Nayarit.
- Datos: Q5977694